# Ocelo Lucano
Ocelo Lucano (em latim, Ocellus Lucanus) teria sido um filósofo pitagórico nascido em Lucania no século VI a. C. Aristóxeno cita-o junto com outro lucano de nome Ocillo, em uma obra sua preservada por Jâmblico que lista 218 supostos pitagóricos, a qual no entanto continha algumas invenções, atribuições erradas a não pitagóricos e alguns nomes derivados de tradições pseudopitagóricas anteriores.

## Pseudo-Ocelo Lucano
Uma obra pseudepígrafa, "Sobre a Natureza do Universo", foi-lhe atribuída, e a citação de seu autor atualmente aparece como Pseudo-Ocelo Lucano. Em duas cartas apócrifas que Arquitas supostamente teria enviado a Platão, ele mencionou que havia conversado com os descendentes de Ocelo e que enviou quatro livros de Ocelo a ele. Ambas as cartas parecem ter sido forjadas para autenticar o falso tratado, que pode ser datado de por volta do século I a. C. Estobeu (Ecl. Phys. Eu. 13) preservou um fragmento de seu alegado Περὶ νόμου, no dialeto dórico, mas o único dos supostos trabalhos existentes ainda é um pequeno tratado em quatro capítulos do dialeto iônico geralmente conhecido como Sobre a Natureza do Universo. Trechos disso são dados em Estobeu (i. 20), mas em dórico. Nele, é mantida a doutrina de que o universo é incriado e eterno: 
"Toda natureza que tem uma progressão possui três limites e dois intervalos. Os três limites são geração, ápice do ser e fim do ser; os intervalos são progressão da geração para o ápice do ser, e do ápice do ser para o fim do ser. Mas o universo não mostra indicações de tais limites e intervalos, pois não o percebemos surgindo à existência ou se tornando; nem crescendo cada vez melhor e maior; nem se tornando cada vez menor e pior. Em vez disso, ele sempre continua a persistir da mesma maneira e é perpetuamente igual e semelhante a si mesmo".
Pseudo-Ocelo também afirma que as três grandes divisões do universo correspondem aos três tipos de seres - deuses, homens e daemones; e, finalmente, que a raça humana com todas as suas instituições (família, casamento e afins) deve ser eterna. Defende um modo de vida ascético, com vista à reprodução perfeita da raça e seu treinamento em tudo que é nobre e bonito.
Edições do Περὶ τῆς τοῦ παντὸς φύσεως, por A. F. Rudolph (1801, com comentários), e por F. W. A. Mullach em Fragmenta philosophorum graecorum, i. (1860); ver também Eduard Zeller, History of Greek Philosophy, i. (Trad. Ingl.) E J. de Heyden-Zielewicz em Breslauer philologische Abhandlungen, viii. 3 (1901). Há uma tradução para o inglês (1831) de Thomas Taylor, o platonista.